# Малахов, Нил Михайлович
Нил Михайлович Малахов (7 декабря 1884, с. Дубыновка, Старо-Оскольский уезд, Курской губернии — 9 сентября 1934, г. Сремски Карловцы, Югославия) — российский православный богослов, кандидат богословия. В эмиграции — протоиерей Русской православной церкви, профессор духовной семинарии св. Саввы в г. Сремски Карловцы.

## Биография
Родился 7 декабря 1884 года[по какому календарю?] в селе Дубыновка Старо-Оскольского уезда, Курской губернии, в семье мещанина.
В 1906 году окончил Курскую духовную семинарию по 1-му разряду и был назначен к поступлению в Санкт-Петербургскую духовную академию. В 1910 году, заканчивая обучение первым по списку в академии, удостоился «степени кандидата богословия с правом соискания степени магистра богословия без нового устного испытания». Кандидатское сочинение написал по кафедре психологии на тему «Теория психофизического параллелизма и ее критическая оценка».
Был оставлен при академии для подготовки к профессорскому званию. На заседании Совета академии 29 сентября 1910 года был избран на вакантную кафедру «Введения в круг богословских дисциплин» (Основное богословие). Однако, в силу прохождения стипендиатского года, Малахова допустили к преподаванию лишь осенью 1911 года. Перед этим были прочитаны две пробные лекции: 22 сентября на тему «Генезис религиозного сознания по доказательствам бытия Божия»; 28 сентября на тему «Примирима-ли религиозная вера с научными понятиями причинности и законов природы».
Под руководством Малахова было написано 15 кандидатских диссертаций.
С 16 мая 1914 г. по 21 декабря 1915 г. он был редактором журнала Санкт-Петербургской духовной академии — «Церковный вестник». Стал последним из редакторов «Церковного вестника», выходившего в качестве периодического издания столичной духовной академии. В январе — феврале 1916 г. Малахов на собственные деньги издавал журнал «Церковь и общество».
В годы Гражданской войны находился в рядах Белой армии на юге, где был известен как талантливый лектор по религиозным, философским и общественным вопросам.
Позже эмигрировал в Югославию, где некоторое время преподавал в русском кадетском корпусе.
С 1923 году был настоятелем русской православной церкви в г. Нови Сад.
В 1924 году был назначен профессором в духовную семинарию Св. Саввы в г. Сремски Карловцы. Преподавал в семинарии нравственное богословие, апологетику, педагогику, философию, логику и психологию, церковно-славянский язык.
Скончался 9 сентября 1934 года на 50-м году жизни от туберкулёза. Был похоронен 11 сентября в г. Сремских Карловцах.
Митрополит Вениамин (Федченков) объяснял митрополиту Антонию (Храповицкому) почему Малахов не был приглашён в Парижский богословский институт:

...резкий: масоны, жиды и т.п. <...> был редактором у меня «Святой Руси». А после говорил против вечных мучений...

## Научные труды

### Статьи
- Генезис религиозного сознания по доказательствам бытия Божия // Христианское чтение. — 1912. — № 10. — С. 1082–1096.
- Сущность религии // Христианское чтение. — 1913. — № 6. — С. 769–786.
- Когда наступил мрак... // Церковный вестник. — 1913. — № 11. — Стлб. 328–331.
- Вечное чудо // Церковный вестник. — 1913. — № 13. — Стлб. 389–391.
- Праздник жизни // Церковный вестник. — 1913. — № 15–16. — Стлб. 451–453.
- Мировые загадки и религия // Церковный вестник. — 1913. — № 18. — Стлб. 533–536.
- Загадка о религии // Церковный вестник. — 1913. — № 21. — Стлб. 629–633.
- Во главу угла... // Церковный вестник. — 1913. — № 23. — Стлб. 692–695.
- Религия, как историческая сила // Церковный вестник. — 1913. — № 28. — Стлб. 856–861; № 30. — Стлб. 919–923.
- Религия, как полнота жизни // Церковный вестник. — 1913. — № 33. — Стлб. 1015–1019; № 34. — Стлб. 1053–1056.
- Позитивизм и религия // Церковный вестник. — 1914. — № 7. — Стлб. 196–200; № 8. — Стлб. 229–232; № 9. — Стлб. 265–267.
- «Жилец 3-го этажа» // Церковный вестник. — 1914. — № 22. — Стлб. 654–658.
- Вера и неверие (Психологические параллели) // Церковный вестник. — 1914. — № 23. — Стлб. 692–696; № 24. — Стлб. 717–720; № 25. — Стлб. 753–756.
- Социологическая теория религии // Церковный вестник. — 1914. — № 26. — Стлб. 783–786; № 28-29. — Стлб. 847–851.
- „Ultimaratio regis” // Церковный вестник. — 1914. — № 45. — Стлб. 1354–1357.